# Воєнні злочини в Хмельницькій області під час російсько-української війни
31 грудня 2022 року Хмельницькому внаслідок ракетного удару росіян по цивільній інфраструктурі поранено 8 осіб, серед яких 22-річна дівчина, що загинула в лікарні.
18 лютого 2023 року Хмельницький атакували ракети з російськіх кораблів, з кораблів було випущено 4 ракети "Калібр" дві з яких було збито, дві інші потрапили у військовий об'єкт та в зупинку громадського транспорту. Внаслідок атаки поранено двоє людей, пошкоджено десять багатоповерхівок, три навчальні заклади, одне цивільне авто; ударною хвилею вибито півтори тисячі вікон.
26/27 лютого 2023 року Хмельницький було атаковано трьома дронами-камікадзе, пошкоджено кілька будівель, загинув рятувальник ДСНС, який ліквідовував пожежу від прильоту; поранено чотири особи: пізніше один з них, пожежний, помер від травм у лікарні.
13 травня 2023 року ворог атакував Хмельницький за допомогою чотирьох іранських дронів-камікадзе атакував військовий об'єкт у Чорноострівській громаді. Після влучання в об'єкт відбувся ряд детонувань великої потужності. Ударною хвилею було пошкоджено навчальні заклади, медичні заклади, адміністративні будівлі, промислові об'єкти, багатоповерхові та приватні житлові будинки на території Чорноострівської та Хмельницької громад. Поблизу села Грузевиця пошкоджено залізничні колії, через що затримано рух потягів. Поранено близько 30 осіб.
25/26 жовтня 2023 року в Хмельницькій області ППО України знищили всі 11 «Shahed-136/131» під час нічної атаки, 21 людей дістали поранення у результаті падіння уламків збитих російських БПЛА на території об'єкта критичної інфраструктури у Шепетівському районі на Хмельниччині.
8 січня 2024 року під час бомбардування у Хмельницькій області пролунало щонайменше 6 вибухів, було збито 3 ракети за допомогою ППО України. На Хмельниччині відбулось влучання ракет в об'єкт критичної інфраструктури, загинуло 3 людини.
22 березня 2024 року внаслідок атаки крилатої ракети у Хмельницькому пошкоджено багатоповерхівку, та повністю зруйнований приватний будинок. Загинули двоє пенсіонерів жінка та чоловік, ще щонайменше восьмеро людей зазнали поранень в сусідніх багатоповерхівках та приватних будинках.